# Uerkheim
Uerkheim (schweizertyska: Üerke) är en ort och kommun i distriktet Zofingen i kantonen Aargau, Schweiz. Kommunen har 1 433 invånare (2023).